# Ormeignies
Ormeignies est une section de la ville belge d'Ath située en Wallonie picarde dans la province de Hainaut.
C'était une commune à part entière avant la fusion des communes de 1977.

## Toponymie
Que signifie le mot Ormeignies et quand est-il apparu pour la première fois ?
Vers 1850-1860, Alexandre-Guillaume Chotin propose : « Son nom est pur roman et veut dire le village de ou dans l'ormaie. » Il cite ensuite les formes anciennes Ormegnies (1181), Olmegnies (1186).
Deux arguments nous font rejeter cette origine. D'abord, ormaie « lieu planté d'ormes » est issu gallo-roman ULMETU (du latin ulmus « orme »), ce qui ne correspond pas exactement aux premières graphies d'Ormeignies. Et puis, il y a cette terminaison -egnies qui marque l'appartenance à untel. Chotin lui-même donne cette explication, mais considère Ormeignies comme une exception, sans la justifier. Il faut donc chercher autre chose.

La référence classique et quasi obligée est Maurice Van Haudenard qui décrit en 1934 Le village d'Ormeignies et ses seigneuries dans un article de la revue La Vie wallonne : 

« La première forme connue du nom est Ormegnies (1181) ; ses seules variantes sont Ormenies (1189) et Ormeignies. Nous y trouvons le suffixe -ies qui n'est autre que le suffixe gallo-roman -i-acas, forme au nord du domaine d'oïl du bien connu -i-acum. Il est généralement accolé à un nom de personne germanique ou roman par la syllabe intercalaire in ; il vient alors à l'esprit la forme *Orminiacus, le nom d'homme étant Ormo ; nous pouvons y trouver le gentilice romain Orminius qui pour qualifier le fundus (= établissement), devient *Orminiacus. Ormeignies serait donc le lieu primitivement possédé par Ormo ou Orminius. »

M. Van Haudenard cite en note et comme référence Kurth, Vincent, Bayoy, Feller et Roland, toponymistes célèbres à l'époque.
Maurits Gysseling, dans son dictionnaire toponymique, apporte une vue nouvelle sur l'origine du mot Ormeignies. Il l'explique par un *Vurminiacas, « la propriété de Wurmo ». Le nom de personne serait donc Wurmo, nom de personne germanique, hypocoristique, sur wurmi, « ver ». Cette explication est un « ajustement linguistique » de celle de VAN HAUDENARD et n'apporte pas de grande nouveauté. Par contre, GYSSELING fait remonter la première apparition du nom plus loin que la fameuse lettre du pape Lucius III (31 décembre 1181) confirmant les biens de l'abbaye de Cambrai. Il cite des actes de 1140 où l'on trouve Ormengies ; ± 1175, Ormengiis ; 1176, Ormignies, avant les Ormenies (1181, 1189, 1193) déjà cités.

## Évolution démographique
- Sources : INS, Rem. : 1831 jusqu'en 1970 = recensements, 1976 = nombre d'habitants au 31 décembre.

## Histoire
Le village d'Ormeignies peut s'enorgueillir d'une histoire très ancienne. Des agriculteurs du néolithique y avaient déjà élu domicile 4 000 ans avant notre ère. Quelques vestiges gallo-romains y ont également été mis au jour.
Primitivement le village d’Ormeignies était un alleu de l’église de Cambrai ; cette possession lui fut confirmée par le pape Lucius le 31 décembre 1181.
Il n'est pas possible jusqu’ici de déterminer comment le village d’Ormeignies est devenu la propriété de la famille de Ligne. Tout ce que nous en savons c’est que, dans un partage à l’amiable fait après 1345 et avant 1356 entre Michel II de Ligne est ses oncles Guillaume, Nicolas et Robert, fils de Fastré II, Ormeignies échoit à Guillaume qui mourut en 1387.
Après lui furent seigneurs d’Ormeignies :
- Jean II de Ligne, baron de Barbançon, seigneur de Roubaix, deux fois pair de Hainaut, maréchal de Hainaut[9]. Il meurt en janvier 1442 et est inhumé à Ligne où se voit encore son monument funéraire ;
- Jean, deuxième fils du précédent, baron de Ligne et de Belœil, qui meurt en 1468 ; on corps reposait au couvent des Cordeliers d’Ath qu’il avait fondé ;
- Jean III de Ligne, petit-fils de Jean II, pair et maréchal de Hainaut, chevalier de la Toison d’Or, conseiller et chambellan de Charles, duc de Bourgogne. Il meurt en 1491 ;
- Antoine dit Le grand diable de Ligne, célèbre par ses prouesses, premier comte de Fauquemberghe, baron de Ligne et de Beloeil, prince de Mortagne, mort en juin 1532 ;
- Jacques, premier comte de Ligne, en 1544, par création de l’empereur Charles Quint, prince de Fauquemberghe et de Mortagne, baron de Beloeil, chevalier de l’ordre de la Toison d’or, gouverneur, conseiller et châtelain de la ville d’Ath, chambellan de l’empereur Charles-Quint et de son fils Philippe II, roi d’Espagne, ambassadeur auprès du pape Clément VII, mort en 1552 ;
- Philippe, comte de Ligne et de Fauquemberghe, baron de Wassenaer et de Beloeil, vicomte de Leyde, châtelain d’Ath, chevalier de l’ordre de la Toison d’or, conseiller et chambellan du roi d’Espagne, mort en 1583 ;
- Lamoral, prince de Ligne et du Saint-Empire, prince d’Épinoy, marquis de Roubaix, baron de Beloeil et d’autres lieux, comte de Fauquemberghe, vicomte de Leyde, pair, sénéchal et maréchal de Hainaut, chevalier de la Toison d’or ; il fut chargé de plusieurs ambassades ; il fut créé grand d’Espagne en 1621 ; il mourut à Bruxelles le 5 février 1624 ;
- Claude Lamoral, prince de Ligne, d’Amblise et du Saint-Empire, premier ber de Flandre, pair, sénéchal et maréchal de Hainaut, mestre de camp général de la cavalerie espagnole en flandre, grand d’Espagne, chevalier de la Toison d’or, ambassadeur d'Espagne en Angleterre, vice-roi de Sicile en 1670, gouverneur général de l’État et duché de Milan en 1673, mort à Madrid le 21 décembre 1679 ;
- Henri Louis Ernest prince de Ligne, d’Amblise et du Saint-Empire, grand d’Espagne, chevalier des ordres de la Calatrava et de la Toison d’or, gouverneur et capitaine général de la province et du duché de Limbourg, mort à Beloeil le 8 février 1702 ;
- Claude Lamoral, prince de Ligne, d’Amblise et du Saint-Empire, grand d’Espagne de première classe, chevalier de la Toison d’or, général major et conseiller d'épée honoraire du conseil d’Etat de la régence des Pays-Bas autrichiens, feld-maréchal au service de l’impératrice, mort au château de Beloeil le 7 avril 1766 ;
- Charles-Joseph, prince de Ligne, d’Amblise et du Saint-Empire, grand d’Espagne de première classe, chambellan de l’Empereur, feld-maréchal au service de S.M. l'Empereur d'Autriche, etc. Il se signala non seulement dans la carrière des armes, mais encore dans celle des belles-lettres. Il fut l’un des esprits les plus remarquables de son temps. Les événements l’obligèrent à s’exiler à vienne en 1794 ; ses biens furent alors mis sous séquestre.

La famille Pollart était établie à Ormeignies depuis le XVIe siècle au moins. Pierre Pollart, fils de François, est cité dans un acte du 20 mars 1550. L’un de ses fils, Jean, mort en 1606, avait épousé Guiullemette des Losges, dont il eut trois fils et une fille, dont Henri. Celui-ci retint de son premier mariage avec Elisabeth de Behault trois enfants dont Jacques Albert, qui fut seigneur d’Hérimez, receveur général des Etats du Hainaut ; il fut anobli par lettres patentes du 7 septembre 1695 en reconnaissances des services qu’il avait rendus lors du blocus de Mons par les Français. Il mourut à Mons le 18 février 1723 et fut enterré à Sainte-Waudru. Son fils aîné Charles Philippe Théodore, né en 1683, fut seigneur d’Hérimez. Il épousa à Tournai, le 19 septembre 1725, Marie Angélique Pankouque, fille d’un avocat au parlement de Tournai. De cette union naquit, entre autres, Ferdinand François Théodore Joseph, seigneur d’Hérimez, châtelain d’Ath qui avait épousé le 12 août 1755, Anne-Antoinette de Pestre, fille de Jean-Baptiste, échevin d’Ath, et de Marie Hélène d’Hardenpont.

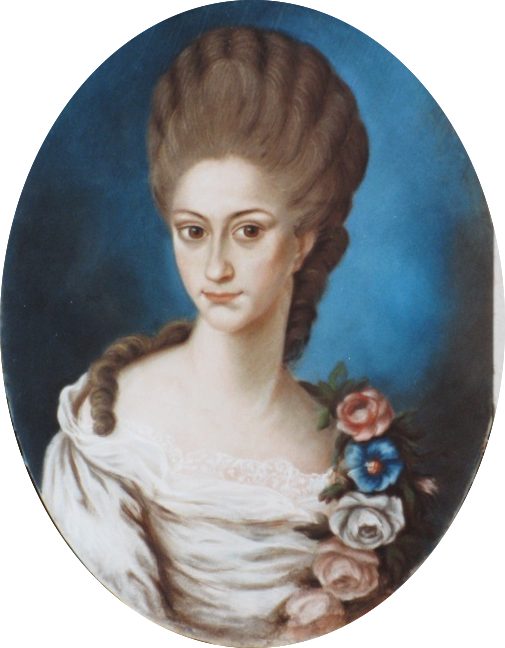
Angélique de Rouillé

Ils laissèrent une fille unique, Marie-Antoinette-Angélique-Josèphe, dame d’Hérimez, baptisée à Saint-Julien à Ath, le 25 juin 1756, mariée dans la même ville, le 15 juillet 1777, à Louis François de Rouillé, chevalier de Saint-Louis, mestre de camp de dragons au service de France, conseiller du roi et intendant général de Touraine. Elle mourut au château d’Ormeignies le 11 février 1840.
La famille de Rouillé, à laquelle s’unissait ainsi la châtelaine d’Ormeignies, était d’origine française ; elle avait toujours occupé dans les hauts rangs de l’ancienne noblesse de France des postes élevés. Pierre de Rouillé fut conseiller du roi de France, directeur général des postes de Touraine au XVIe siècle ; son fils Pierre, aussi conseiller du roi, était directeur général des postes de la province d’Anjou en 1651. Un de ses petits-fils, Antoine de Rouillé, comte de Fontaine Guérin, fut ministre des Affaires étrangères et de la marine de 1749 à 1757 et intendant général des postes de France. François de Rouillé, seigneur d’Orgemont, conseiller secrétaire du roi et des finances eut pour fils Jean-Pierre, conseiller du roi et intendant général de Touraine. Son fils Louis François, mestre de camp de cavalerie, brigadier des armées du roi, chevalier de saint Louis, qui prit part à la guerre de sept ans, sous le duc de Beuvron, vint se fixer à Ath à la fin du XVIIIe siècle, où il épousa, comme nous l’avons dit, Marie-Antoinette Pollart d’Hérimez, fille du seigneur d’Ormeignies.
De ce mariage est issu Edouard Isidore de Rouillé, né à Ath, le 14 juillet 1786, dans l’hôtel possédé par la famille à front de l’Esplanade. Il entra de bonne heure à l’école impériale militaire de France ; il en sortit avec le grade de sous-lieutenant de chasseurs à cheval le 7 février 1806. Lieutenant en 1809, il fut, en 1812, nommé capitaine du 9e régiment de hussard et, le 28 novembre 1813, il fut admis avec le même grade dans la cavalerie de la garde impériale. Après la chute de l’Empire, il fut nommé chef d’escadron en 1814, dans le régiment de Condé.
Les événements de 1815 le décidèrent à quitter l’état militaire. Il fut démissionné sur sa demande, avec le grade de lieutenant-colonel et rentra en Belgique.
Ses états de services militaires sont des plus remarquables. Il a servi pendant presque toutes les guerres de l’empire français et il a fait avec distinction les mémorables campagnes de cette époque, notamment celles de 1806 et 1807 en Prusse et en Pologne, où il assista à toutes les batailles qui eurent lieu. À la bataille de Wagram (1809), il fit personnellement prisonnier le colonel Sardania, commandant du régiment d’Orcilly, chevau-légers autrichiens ; il fut décoré de la Légion d’honneur à cette occasion et ce fait d’armes fut cité à l’ordre du jour de l’armée impériale. En 1812, il se distingua pendant la fameuse retraite de Russie, en prenant le commandement des restes du 9e régiment de hussards, faisant partie de l’arrière-garde sous les ordres du général Latourd-Maubourg. Il fut blessé de plusieurs coups de lance à l’affaire de Lesny, près de Rondenia.
Sa noblesse fut reconnue dans le royaume des Pays-Bas en 1817 et le roi Guillaume l’admit dans l’ordre équestre du Hainaut, charge qu’il conserva jusqu’à l’aurore de l'indépendance de la Belgique. Il avait épousé avec ardeur la cause nationale ; aux journées de septembre, il fut nommé commandant de la garde bourgeoise et bourgmestre de la ville d’Ath et il contribua grandement au succès des patriotes ; aussi ce fut à l’unanimité des votants qu’il fut désigné comme membre du Congrès national. Par la suite, il devint sénateur pour l’arrondissement d’Ath, mandat qu’il conserva jusqu’en 1848. Il mourut à Ormeignies le 10 septembre 1865.
Le comte Edouard-Louis de Rouillé avait épousé en 1816 Aldegonde Vanseghbroeck ; de ce mariage est issu, entre autres, Adhémar de Rouillé, secrétaire honoraire d’ambassade, père du dernier seigneur, M. le Comte Edouard de Rouillé, qui fut membre de la Chambre des représentants.
Le comte Adhémar de Rouillé fit reconstruire son château, qui avait été incendié au cours de l’été 1866.
Ce château, magnifiquement distribué et parfaitement traité, a été érigé d’après les plans de l’architecte désiré Limbourg. Il dresse sa massé élégante au milieu d’un parc de vingt-deux hectares, de toute beauté, dû à l’architecte de jardins Fuchs.
Les salons étaient agréablement ornés de bibelots et de meubles anciens.
Le domaine d’Ormeignies, qui comprenait soixante-sept hectares, a été mis en vente et ses richesses dispersées en 1933.

## Liste des bourgmestres de 1830 à 1977
- Henri Bricoult, de 1862 à 1879, (Parti Libéral).

## Patrimoine et culture

### Patrimoine architectural

#### L'église

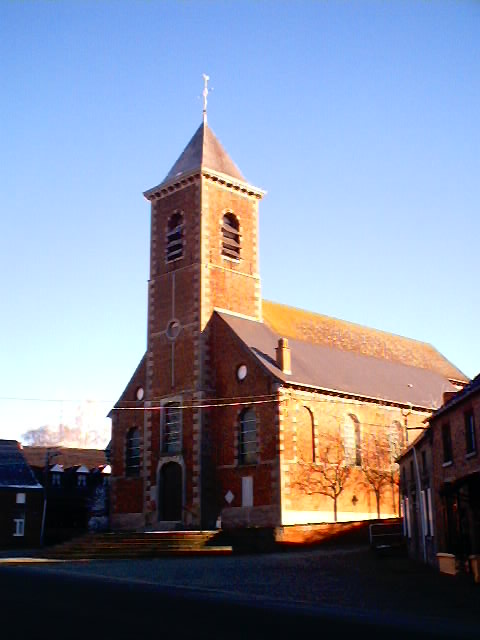
Église Saint-Ursmer.

Dédiée à saint-Ursmer, construite à partir de 1780-81 en pierre et brique, c'est une belle illustration de l'architecture néo-classique.
Depuis son origine la paroisse fait partie du doyenné de Chièvres qui, avant 1801, relevait du diocèse de Cambrai.
L’église d’Ormeignies appartenait à celle de Cambrai ; en effet, le pape Lucius confirma, le 31 décembre 1181, la possession de ses biens à l’église de Cambrai ; au nombre de ceux-ci figure l’église d’Ormeignies.
Quelques années plus tard, en 1189, l’évêque Roger donna l’autel à l’abbaye Saint-Martin de Tournai, donation qui fut confirmée en 1193 par l’évêque Jean. Le doyen de Chièvres fut chargé par son évêque d’investir solennellement l’abbé de Saint-Martin de cette possession.
Quant à la dîme d’Ormeignies, nous savons qu’Agnès, dame d’Antoing en fit don à l’abbaye de Cantimpré ; cette donation fut confirmée par son fils Allard, en 1207. Il ne s’agit évidemment là que d'une partie de dîme. Une autre partie fit l’objet de plusieurs actes sont le texte a été conservé : en 1230, Nicolas, doyen de Chièvres, déclare que Nicolas, clerc d’Ormeignies, s’est régulièrement dévesti du sixième de la dîme d’Ormeignies, entre les mains de Gilbert de Bétinsart, chevalier. Cette part de dîme fut transférée par les soins du doyen à l’abbaye Saint-Martin.
Au XVIIIe siècle, les deux tiers de la dîme revenaient à l’abbaye de Cambron qui, pour cette raison était chargée de l’entretien de l’église. C’est ainsi qu’en 1780 et 1781, un monastère fit la dépense de 10 600 livres pour rebâtir et la tour ; elle fit une autre dépense, en 1783, celle de la réparation de la cure, pour 1 124 livres.

#### Fermes remarquables

##### La ferme de la Rosière

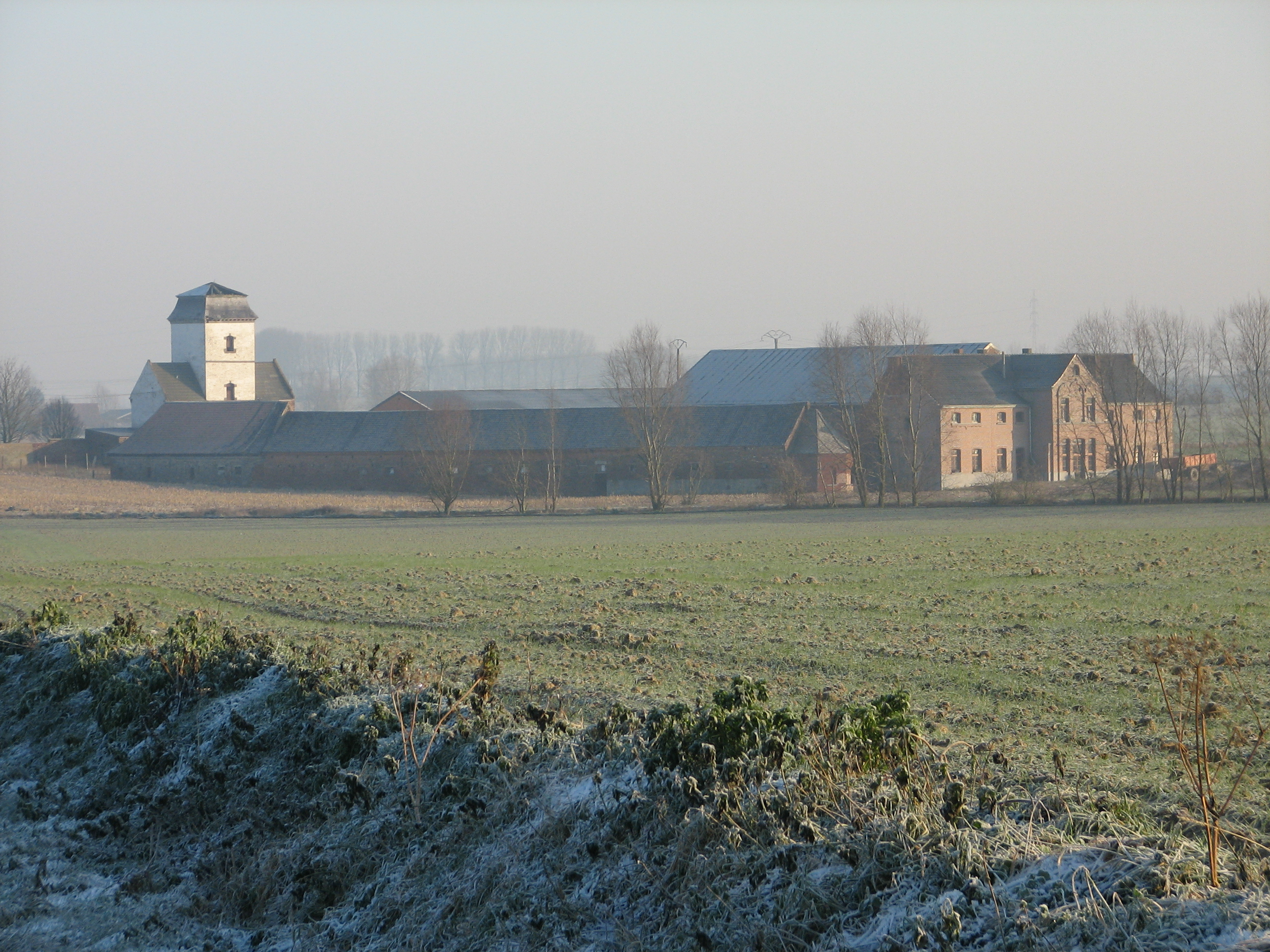
La ferme de la Grande Rosière.

La seigneurie de la Rosière appartenait à l'abbaye de Cambron qui possédait plus de cent hectares dans le village. La première mention connue de la Rosière (ancien français ros : roseau) apparaît dans un acte non daté du pape Alexandre III (XIIe siècle). Le porche monumental surmonté du colombier remonte au début du XVIIIe siècle, comme la plupart des bâtiments, situés autour d’une cour fermée. La ferme de la Grande Rosière fut exploitée par des religieux jusqu'au XVIIIe siècle. Vendue comme bien national en 1798 lors de la Révolution française, elle devint la propriété du prince de Ligne. L'abbaye de Cambron possédait aussi la Petite Rosière, édifiée en 1755.

##### «La rouge»

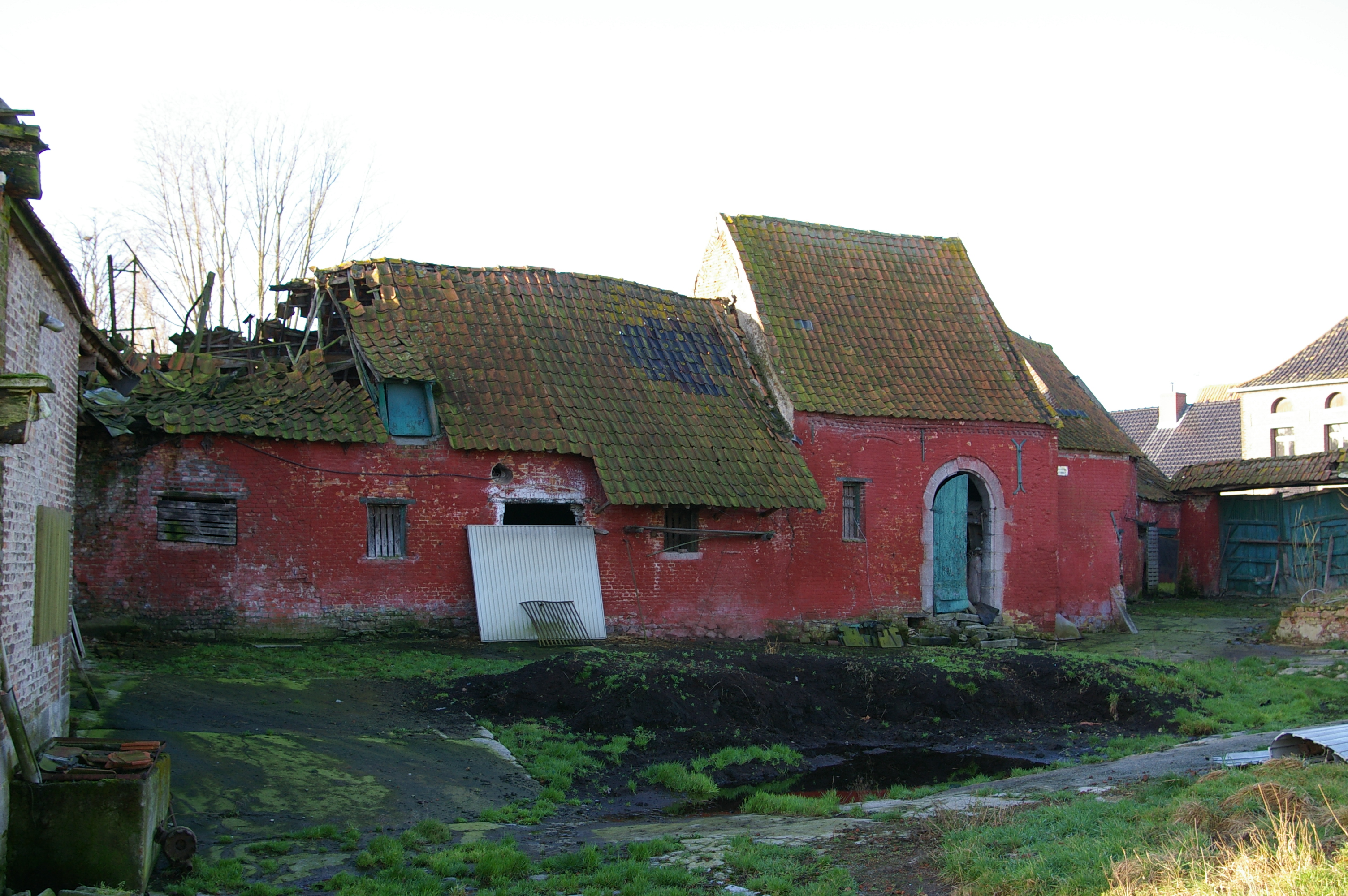
Vestiges de la Rouge.

La ferme de « la Rouge » fut d’abord une hostellerie le long de la chaussée de Valenciennes, édifiée par Martin Lhermitte au début du XVIe siècle. La première représentation que nous avons est celle qui figure dans les « Albums de Croÿ ». Les bâtiments actuels remontent au moins au XVIIIe, ainsi que l’atteste l’inscription « 1789 » (ancres sur la façade). Le corps de logis, en T, est flanqué d’appentis, de part et d’autre de l’aile perpendiculaire.

##### La ferme de Bétissart

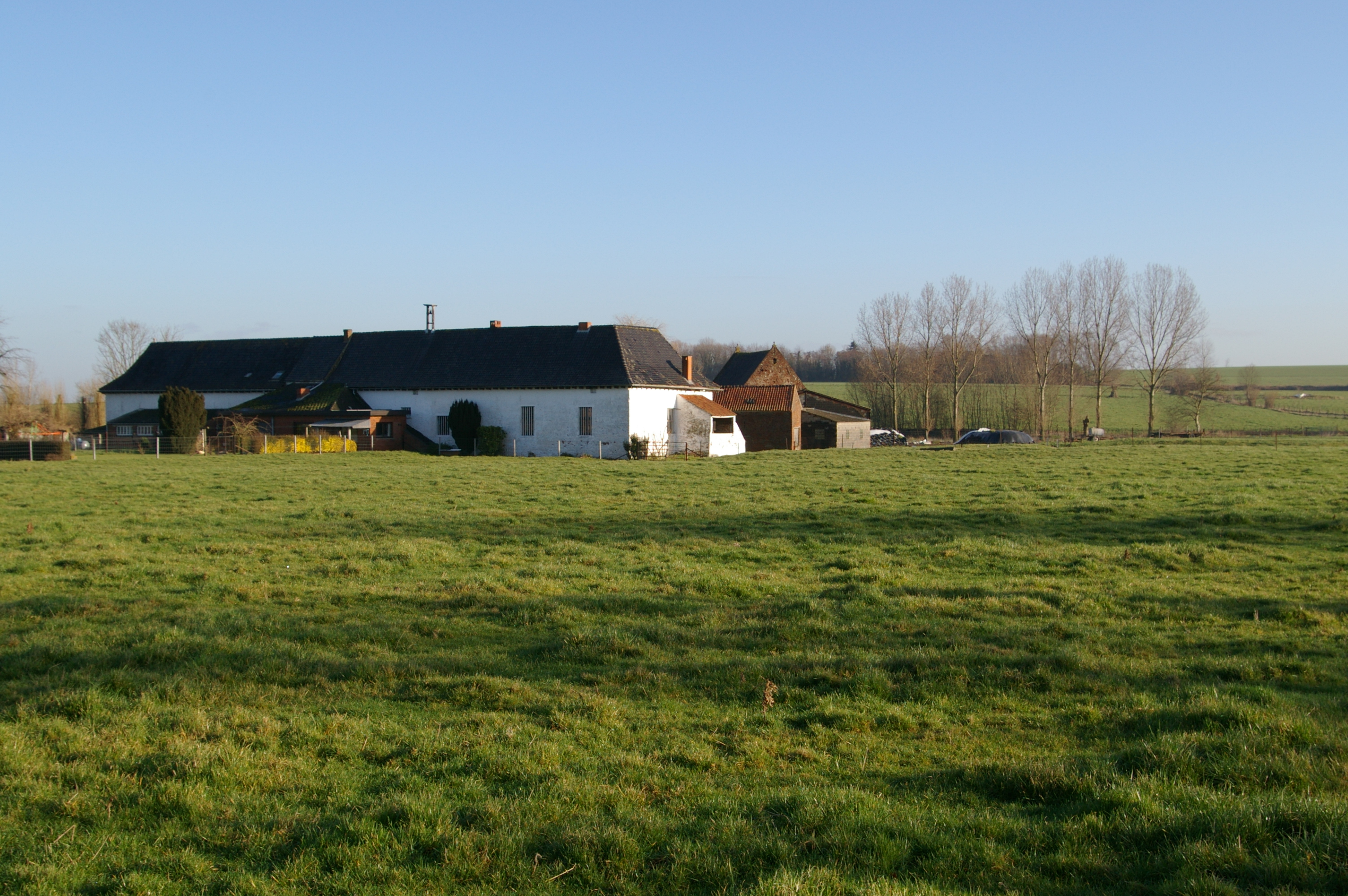
La ferme de Bétisart.

Le nom de Bétissart apparaît en 1161. Aujourd’hui, la ferme se présente comme un ensemble de bâtiments en briques du début du XVIIe siècle. La façade de la cour, millésimée 1704 par des ancres est de style tournaisien simplifié. L’entrée est dominée par une haute porte charretière à encadrement de pierres surmonté d’une chaîne. À la clé, un écu porte la date 1720.

##### La «petite Rosière»
La « petite Rosière » fut également une dépendance de l’abbaye de Cambron. Il s’agit d’une ferme en quadrilatère construite au milieu du XVIIIe siècle (ancres de 1755).

##### La ferme des «Goulouffes»
Isolée dans les champs, à la sortie d’Autreppe, la ferme Bricoult, dite « des Goulouffes » s’ordonne autour d’une cour carrée. Reconstruite en style néo-classique en 1843, elle se compose de quatre corps de bâtiments : le logis avec un fournil, la grange, deux ailes abritant un fenil.

#### Le château de la famille de Rouillé

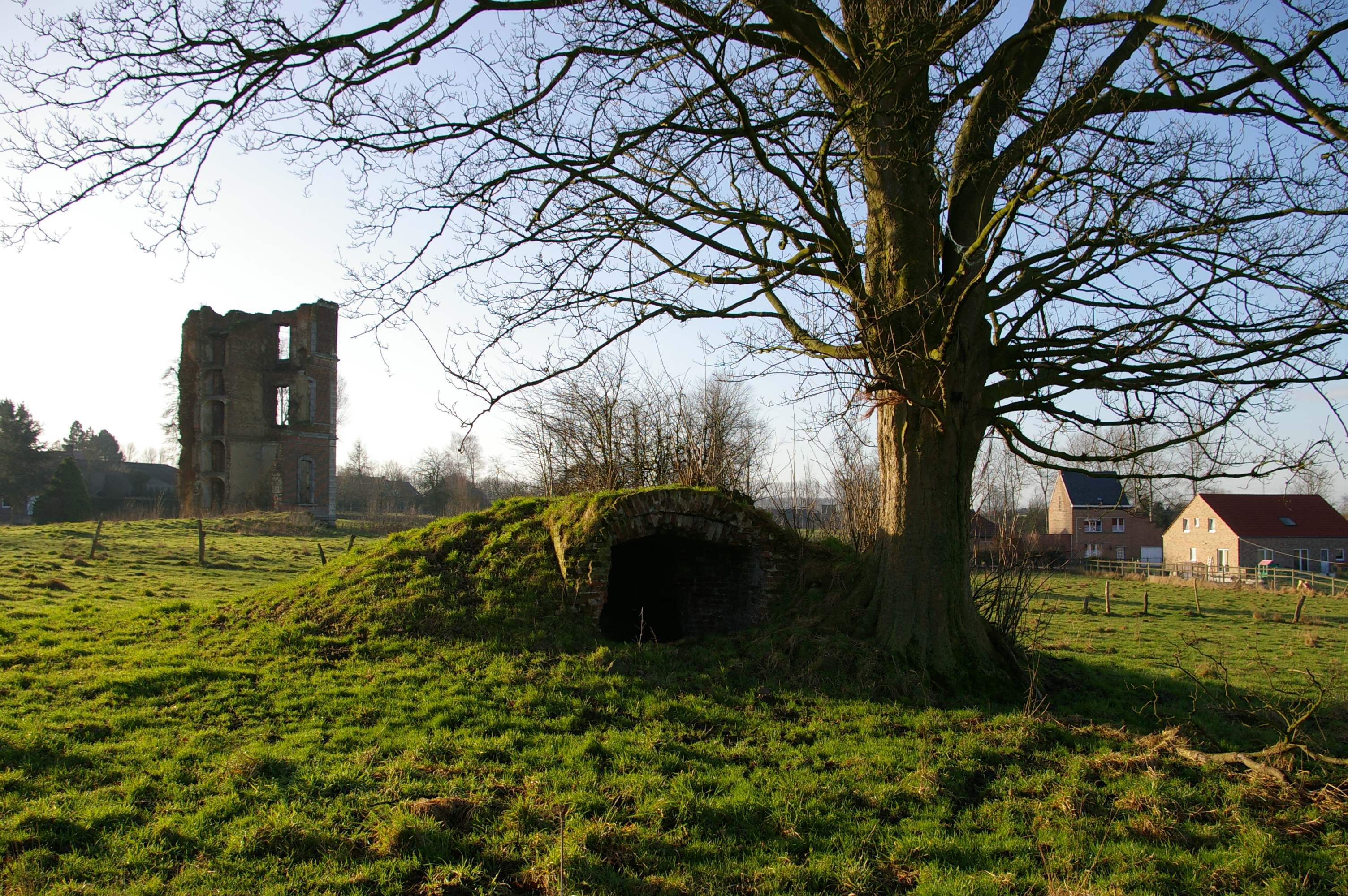
Ruines de l'ancien château et de la glacière.

Les ruines de l'ancien château de la famille de Rouillé s'élèvent au bout de l'Allée Verte. Les lieux sont hantés par Angélique Pollart d'Hérimez (1756-1840), épouse de Louis-François de Rouillé (Angélique de Rouillé), qui nous a laissé des lettres évoquant brillamment la vie de son époque au pays d'Ath. Détruite en 1866, la demeure est reconstruite en style Louis XIII, sur les plans de Désiré Limbourg. Elle sera mise en vente en 1934 et démantelée par après. Dans le parc conçu par l'architecte Fuchs, les vestiges du château et d'une ancienne glacière, la chapelle néo-gothique Notre-Dame-des-Sept-Douleurs reconstruite à l'initiative des habitants du village évoquent cette page d'histoire.

## Économie
Jadis, sa vocation était essentiellement rurale. Aujourd'hui, quelques fermes subsistent au centre de quartiers résidentiels. La plupart de ses habitants travaillent à l'extérieur du village.

## Personnalités
- Henri Bricoult (1830-1879), homme politique (et ancien bourgmestre d'Ormeignies).